# Matériel roulant des CEN
 (janvier 2022).
Si vous disposez d'ouvrages ou d'articles de référence ou si vous connaissez des sites web de qualité traitant du thème abordé ici, merci de compléter l'article en donnant les références utiles à sa vérifiabilité et en les liant à la section « Notes et références ».
Liste du matériel roulant des Chemins de fer économiques du Nord (CEN).

## Autobus
| Illustration                                                                          | Modèle / type | Nombre | Numéros | En service | Hors service | Remarques |
| ------------------------------------------------------------------------------------- | ------------- | ------ | ------- | ---------- | ------------ | --------- |
| Modèle similaire de la Compagnie générale industrielle de transports (CGIT) de Lille. | SAVIEM UI20   | 3      |         |            |              |           |

## Automotrices

### Électriques
| Illustration | Modèle / type                  | Nombre | Numéros | En service    | Hors service | Remarques |
| ------------ | ------------------------------ | ------ | ------- | ------------- | ------------ | --------- |
|              | Constructeur inconnu 2 essieux | 4      | 801-804 | 1er août 1901 |              |           |

### Thermiques (autorails)
| Illustration | Modèle / type     | Nombre | Numéros | En service    | Hors service | Remarques                                                        |
| ------------ | ----------------- | ------ | ------- | ------------- | ------------ | ---------------------------------------------------------------- |
|              | Renault Scemia RS | 4      |         | décembre 1925 |              | 2 achetés neufs, 2 d'occasion ex. réseau secondaire de la Marne. |

## Locomotives

### À vapeur
| Illustration              | Modèle / type                      | Nombre             | Numéros   | En service | Hors service | Remarques                                                     |
| ------------------------- | ---------------------------------- | ------------------ | --------- | ---------- | ------------ | ------------------------------------------------------------- |
|                           | ANF 030T Locomotive bicabine       | 5[réf. nécessaire] | 35-39     | 1891       |              | Numéros constructeur 39 à 43 (La Métallurgique 807 à 811).    |
|                           | Weidknecht 030T bicabine           | 1[réf. nécessaire] | 40        | 1891       |              |                                                               |
|                           | Société franco-belge 030T bicabine | 5[réf. nécessaire] | 21-25     | 1894       |              |                                                               |
|                           | Société franco-belge 030T bicabine | 3[réf. nécessaire] | 26-28     | 1894       |              |                                                               |
|                           | Société franco-belge               | 1[réf. nécessaire] | 40        | 1894       |              |                                                               |
|                           | Société franco-belge 030T bicabine | 5[réf. nécessaire] | 41-45     | 1895       |              |                                                               |
|                           | Société franco-belge 030T bicabine | 2[réf. nécessaire] | 28-29     | 1895       |              |                                                               |
|                           | ANF (030T)                         | 1,                 | 14        | 1895       |              | Numéro constructeur 97 (La Métallurgique 937).                |
|                           | ANF 030t                           | 7                  | 15-21     | 1896       |              |                                                               |
|                           | La Métallurgique 030T bicabine     | 1[réf. nécessaire] | 1         | 1899       |              |                                                               |
|                           | ANF (030T)                         | 5[réf. nécessaire] | 46-49, 51 | 1899, 1900 |              |                                                               |
|                           | Pinguely (030T)                    | 1[réf. nécessaire] | 51        | 1900       |              |                                                               |
|                           | La Métallurgique 030T bicabine     | 1[réf. nécessaire] | 30        |            |              |                                                               |
|                           | Piguet (030T)                      | 2[réf. nécessaire] | 23 et 30  | 1924       |              | machines endommagées et reconstruites après guerre par Piguet |
| Modèle identique des CBR. | Corpet-Louvet (030T)               | 1[réf. nécessaire] | 1         | 1925       |              | Numéro constructeur 1635.                                     |